# The Little Things (Colbie Caillat)
"The Little Things" is de tweede single van zangeres Colbie Caillat, afkomstig van haar debuutalbum Coco. Het nummer wordt in Europa als tweede single uitgebracht, terwijl in de Verenigde Staten het nummer na de Amerikaanse tweede single "Realize" uitkomt.
Het nummer is net als voorganger "Bubbly" een liefdesliedje. Dit keer gaat het over "de kleine dingen, die zo leuk zijn aan verliefdheid". Net als bij "Bubbly" is de akoestische gitaar het belangrijkste instrument in de begeleiding van het nummer.

## Hitnotering
| The Little Things in de Nederlandse Top 40 - binnen: 12 april 2008 | The Little Things in de Nederlandse Top 40 - binnen: 12 april 2008 | The Little Things in de Nederlandse Top 40 - binnen: 12 april 2008 | The Little Things in de Nederlandse Top 40 - binnen: 12 april 2008 | The Little Things in de Nederlandse Top 40 - binnen: 12 april 2008 | The Little Things in de Nederlandse Top 40 - binnen: 12 april 2008 | The Little Things in de Nederlandse Top 40 - binnen: 12 april 2008 | The Little Things in de Nederlandse Top 40 - binnen: 12 april 2008 | The Little Things in de Nederlandse Top 40 - binnen: 12 april 2008 | The Little Things in de Nederlandse Top 40 - binnen: 12 april 2008 | The Little Things in de Nederlandse Top 40 - binnen: 12 april 2008 |
| Week                                                               | 01                                                                 | 02                                                                 | 03                                                                 | 04                                                                 | 05                                                                 | 06                                                                 | 07                                                                 | 08                                                                 | 09                                                                 | 10                                                                 |
| ------------------------------------------------------------------ | ------------------------------------------------------------------ | ------------------------------------------------------------------ | ------------------------------------------------------------------ | ------------------------------------------------------------------ | ------------------------------------------------------------------ | ------------------------------------------------------------------ | ------------------------------------------------------------------ | ------------------------------------------------------------------ | ------------------------------------------------------------------ | ------------------------------------------------------------------ |
| Nummer                                                             | 33                                                                 | 29                                                                 | 23                                                                 | 26                                                                 | 26                                                                 | 35                                                                 | 35                                                                 | 37                                                                 | 40                                                                 | uit                                                                |